# Apotekstekniker
Apotekstekniker är apotekspersonal med utbildning i grundläggande öppenvårdsfarmaci. Vid svenska apotek har utbildningen till detta vanligen skett genom internutbildning vid Apoteket AB, grundat 1970, men utbildning till apotekstekniker finns även som kvalificerad yrkesutbildning om 1,5 år på heltid.
Historiskt var det endast män som kunde antas till apotekareutbildning och den genomfördes genom en lärotid som elev hos examinerad apotekare i kombination med teoretiska studier som avslutades med en examen kallad farmacie studiosi senare ändrad till farmacie kandidat. Denna grundläggande utbildning tog 3-5 år. Efter denna examen så kunde den unga mannen arbeta som anställd på apotek och utföra uppgifter som att blanda läkemedel och "trilla piller" enligt recept på läkemedel läkare förskrivit till sina patienter. Många fortsatte att vidareutbilda sig till apotekare genom fortsatta studier vid Farmaceutiska Institutet, grundat 1820 av Apotekare Societeten i kombination med tjänstgöring på apotek under handledning av apoteksinnehavare. Under 1890-talet hade flera apotekare antagit sina döttrar för grundläggande apoteksteknisk utbilning och kvinnor fick avlägga examen som farm. kandidater och senare även apotekare. Utbildningen blev sedan 2-årig till apotekstekniker och bedrevs vid kommunala yrkesskolor då apotekarnas privata verksamheter upphörde 1921. Apotekarena fick privata privilegier för att äga och driva apotek även efter 1921, men tog då emot elever för grundläggande praktisk utbildning, som också kunde kombineras med praktisk utbilding i läkemedelsindustrin. 